# BEAT EMOTION (布袋寅泰の曲)
「BEAT EMOTION」（ビート・エモーション）は、布袋寅泰の楽曲である。1991年6月28日にEMIミュージック・ジャパンより通算3枚目シングルとして発売された。

## 概要
アルバム『GUITARHYTHM II』からの先行シングル。
ソロとして初のオリコンチャート1位を獲得した作品。布袋が過去に所属していたバンド、BOØWYにも同タイトルのアルバム『BEAT EMOTION』がある。

## 収録曲
| 全作詞・作曲・編曲: 布袋寅泰。 |                          |          |            |      |
| #                              | タイトル                 | 作詞     | 作曲・編曲 | 時間 |
| 1.                             | 「BEAT EMOTION」         | 布袋寅泰 | 布袋寅泰   | 5:03 |
| 2.                             | 「RADIO! RADIO! RADIO!」 | 布袋寅泰 | 布袋寅泰   | 4:08 |
| 合計時間:                      | 合計時間:                | 9:11     |            |      |

## 楽曲解説
1. BEAT EMOTION
布袋曰く「自分を追い込んで追い込んで自分らしさを求める旅の歌」[1]。「作ったとき、あまりにも気持ちよかったから、シングルにしようと。曲作りの初日にしてシングルができた。で、次の「PRISONER」に繋ごうと思ってたから、シングルで初めに聴いた人が今度はアルバムを聴いて別の意味を見つけられる」[2]。
また"BEAT EMOTION"というタイトルについて「僕が考えた造語」[3]、「"鼓動への衝動"っていう意味を含めて好きだし、すごく俺らしい言葉だというのを常々感じていた。BOØWYの時の『BEAT EMOTION』はアルバム・タイトルだけだったからいいタイトルなのにもったいないと思って、いつか作ってみたいとは思っていた。で、二つ目のバンドも解散して、いい意味で振り返って認められる部分があった。BOØWYへの思いも入ってるだろうし」、「書いてる時にこの曲が妙な懐古趣味みたいに誤解されるかなと思っていたけど、単に振り返るってことを超えるものになるだろうって予想してたから、これは胸を張ってやるっきゃないって思ってた」と語っている。[2]
『GUITARHYTHM II』（1991年9月27日発売）のみアルバム・バージョン、その他のアルバム等にはシングル・バージョンで収録されている。
1998年頃より、イントロ部分のみフジテレビ系バラエティ『めちゃ×2イケてるッ!』のオープニングで使用されている。
2. RADIO! RADIO! RADIO!
当時布袋はラジオ番組『ミュージックスクエア』にてDJを勤めており、その影響もあり「ラジオをテーマにした楽曲」として制作された。[2]
また歌詞の一部は、『GUITARHYTHM II』のレコーディングでロンドン滞在中に湾岸戦争が勃発したことに因んでいる。[4]

## 収録アルバム
BEAT EMOTION
- GUITARHYTHM II（アルバムバージョン）
- GUITARHYTHM active tour '91-'92
- GUITARHYTHM FOREVER Vol.1（アルバムバージョン）
- GREATEST HITS 1990-1999
- TONIGHT I'M YOURS
- 51 Emotions -the best for the future-（シングルバージョン）
- Climax Emotions 〜Live at 武道館〜

RADIO! RADIO! RADIO!
- GUITARHYTHM II（RE-MIX）
- GUITARHYTHM active tour '91-'92
- GUITARHYTHM FOREVER Vol.1（ALBUM RE-MIX）
- ROCK THE FUTURE TOUR 2000-2001
- Climax Emotions 〜Live at 武道館〜